# Hydraena latisoror
Hydraena latisoror är en skalbaggsart som beskrevs av Perkins 2007. Hydraena latisoror ingår i släktet Hydraena och familjen vattenbrynsbaggar. Inga underarter finns listade i Catalogue of Life.